# Diocèse de Kalemie–Kirungu
Le diocèse de Kalemie - Kirungu est une juridiction de l'Église catholique romaine au nord du Katanga en République démocratique du Congo, suffragant de l'archidiocèse de Lubumbashi.

## Histoire
Le vicariat apostolique du Haut-Congo est érigé le 11 janvier 1887, détaché du vicariat apostolique du Tanganyika (en) tenu également par les Pères blancs. Le 11 juillet 1939, le vicariat devient vicariat de Baudoinville et accède au statut de diocèse de Baudouinville le 10 novembre 1959. Il change de nom à partir du 22 août 1972, pour devenir diocèse de Kalemie-Kirungu.

## Paroisses
Le diocèse de Kalemie-Kirungu est composé de 20 paroisses. Il comptait 922 745 baptisés en 2021 sur 1 465 400 habitants.

## Ordinaires

### Vicaire apostolique du Haut-Congo
- Victor Roelens, M. Afr. (30 mars 1895 - 11 juillet 1939)
  - Auguste-Léopold Huys, M. Afr. (16 mars 1909 - 8 octobre 1938), vicaire apostolique coadjuteur

### Vicaires apostoliques de Baudouinville
- Victor Roelens, M. Afr. (11 juillet 1939 - 22 septembre 1941)
  - Urbain Etienne Morlion, M. Afr. (11 juillet 1939 - 22 septembre 1941), vicaire apostolique coadjuteur
- Urbain Etienne Morlion, M. Afr. (22 septembre 1941 - 10 novembre 1959), promu évêque

### Évêques de Baudouinville
- Urbain Etienne Morlion, M. Afr. (10 novembre 1959 - 29 septembre 1966)
- Ioseph Mulolwa (29 septembre 1966 - 22 août 1972)

### Évêques de Kalemie-Kirungu
- Ioseph Mulolwa (22 août 1972 - 11 novembre 1978)
- André Ilunga Kaseba (9 avril 1979 - 21 août 1988)
- Dominique Kimpinde Amando (31 mars 1989 - 15 septembre 2010)
  - Oscar Ngoy wa Mpanga, C.S.Sp. (2010-2015), administrateur apostolique
- Jean-Christophore Amade Aloma, M. Afr. (depuis le 31 mars 2015)

## Statistiques
| année | baptisés | population totale | Pourcentage de baptisés | prêtres (total) | prêtres séculiers | prêtres réguliers | baptisés par prêtre | diacres | religieux | religieuses | paroisses |
| ----- | -------- | ----------------- | ----------------------- | --------------- | ----------------- | ----------------- | ------------------- | ------- | --------- | ----------- | --------- |
| 1950  | 79 992   | 450 000           | 17,8                    | 81              | 22                | 59                | 987                 |         | 9         | 73          | 17        |
| 1959  | 95 784   | 322 885           | 29,7                    | 67              | 17                | 50                | 1 429               |         | 23        | 87          | 14        |
| 1969  | 123 049  | 392 822           | 31,3                    | 64              | 20                | 44                | 1 922               |         | 75        | 88          | 16        |
| 1980  | 136 600  | 401 780           | 34,0                    | 37              | 8                 | 29                | 3 691               |         | 46        | 57          |           |
| 1990  | 184 487  | 426 000           | 43,3                    | 34              | 13                | 21                | 5 426               |         | 39        | 62          | 31        |
| 1997  | 482 130  | 975 693           | 49,4                    | 52              | 39                | 13                | 9 271               |         | 28        | 68          | 25        |
| 2003  | 560 132  | 980 700           | 57,1                    | 59              | 52                | 7                 | 9 493               |         | 21        | 76          | 27        |
| 2004  | 562 200  | 980 000           | 57,4                    | 58              | 51                | 7                 | 9 693               |         | 17        | 78          | 30        |
| 2006  | 595 000  | 1 038 000         | 57,3                    | 61              | 55                | 6                 | 9 754               |         | 12        | 77          | 32        |
| 2008  | 660 000  | 1 155 000         | 57,1                    | 85              | 81                | 4                 | 7 764               |         | 10        | 72          | 32        |
| 2013  | 677 000  | 1 185 000         | 57,1                    | 75              | 71                | 4                 | 9 026               |         | 9         | 126         | 19        |
| 2016  | 789 504  | 1 282 944         | 61,5                    | 79              | 75                | 4                 | 9 993               |         | 9         | 117         | 20        |
| 2019  | 867 750  | 1 376 380         | 63,0                    | 89              | 87                | 2                 | 9 750               |         | 2         | 45          | 20        |
| 2021  | 922 745  | 1 465 400         | 63,0                    | 97              | 96                | 1                 | 9 512               |         | 1         | 124         | 20        |

## Sources
- (en) Données sur Catholic-hierarchy.org